# Broncos de Boise State
Pour les articles homonymes, voir Broncos.

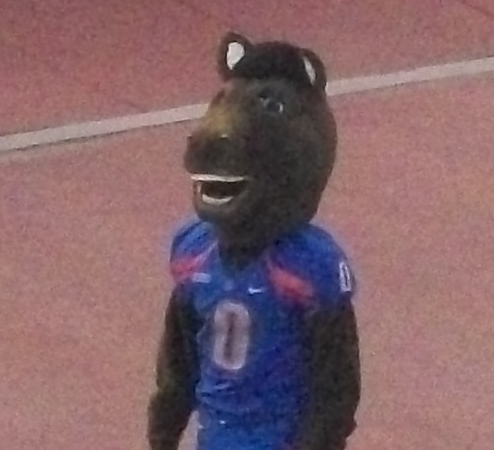
La mascotte en 2010.

Les Broncos de Boise State (en anglais : Boise State Broncos) sont la dénomination donnée aux sportifs et au club omnisports universitaire de l'université d'État de Boise située à Boise dans l'État de l'Idaho aux États-Unis. 
Ses 18 équipes sportives tant masculines que féminines participent aux compétitions universitaires organisées par la National Collegiate Athletic Association au sein de sa Division I en tant que membres de la Mountain West Conference à l'exception des programmes de lutte (Pacific-12) et de beach-volley (Southland Conference). Le 12 septembre 2024 l'université a annoncé que ses programmes rejoindront la Pacific-12 pour la saison 2026
Le programme sportif le plus fameux de Boise State est celui du football américain qui joue au sein de la NCAA Division I Football Bowl Subdivision (en abrégé FBS). Elle termine régulièrement dans le top 25 des meilleures formations des États-Unis. Depuis le début des années 2000, elle a été classée à 14 reprises dans le Top-25 final de l'AP (meilleur classement 5e en 2009) et cinq fois dans le classement final du College Football Playoff (meilleur classement 9e en 2024).
Les couleurs officielles des Broncos sont le bleu   et l'orange .
Sa mascotte est un personnage costumé dénommé Buster Bronco (en).

## Football américain

### Histoire

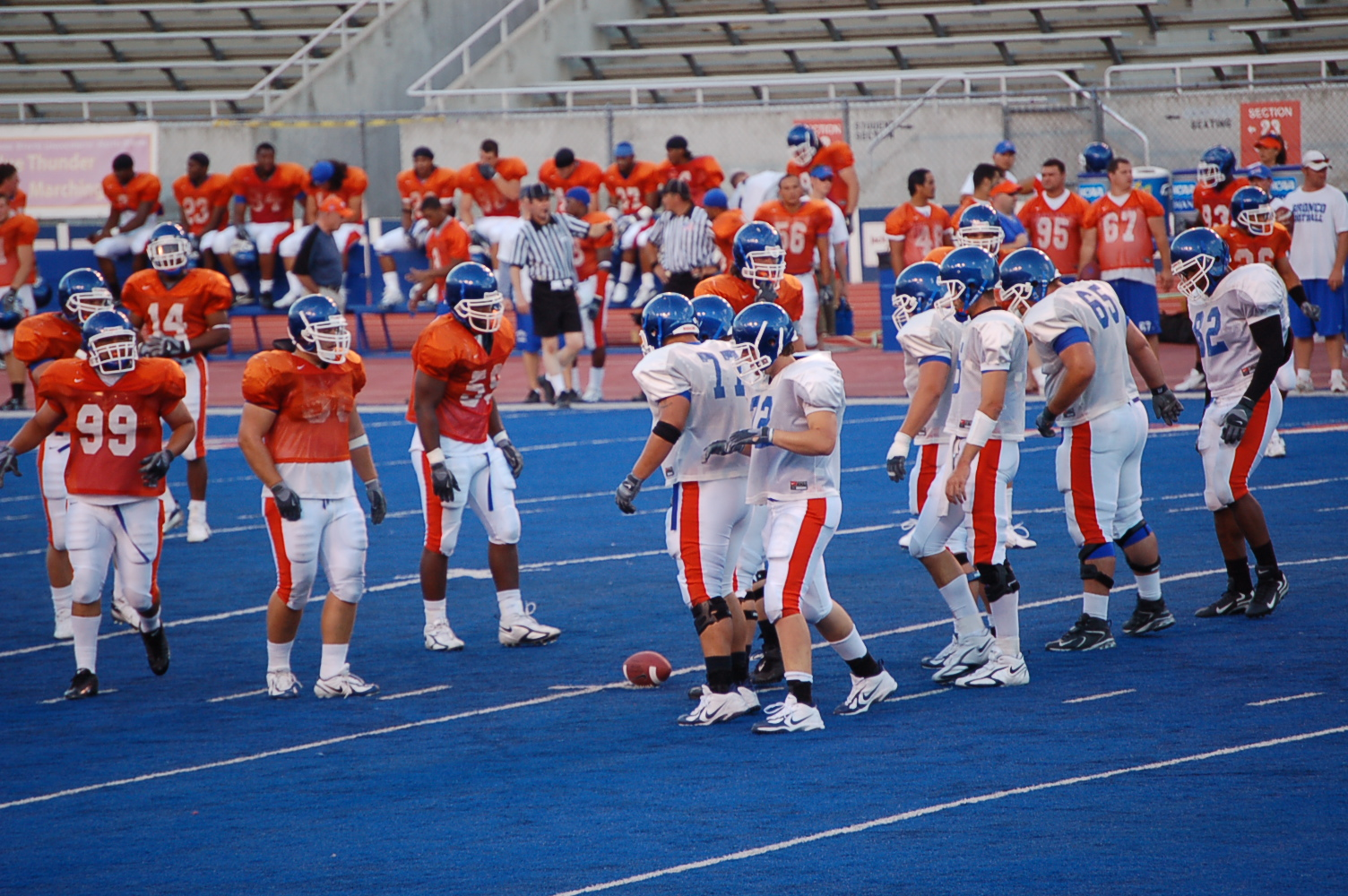
Les Broncos sur leur terrain bleu du Bronco Stadium.

Le programme de football américain a été créé en 1933. Jouant dans la NCAA Division II dès la saison 1970, il accède en 1996 à la NCAA Division I FBS après avoir transité par la Division I FCS de 1978 à 1995.
Les Broncos ont pour particularité d'évoluer sur un terrain de couleur bleu.

### Palmarès
Les Broncos ont remporté le titre national de la NCAA Division I FCS en 1980 et ont fait de nombreuses apparitions en playoffs. Bien que membre d'une conférence mineure depuis leur accession à la Division I FBS, ils en ont été l'un des plus victorieux programmes et se sont régulièrement qualifiés pour les bowls dont le prestigieux Fiesta Bowl qu'ils ont remporté à 3 reprises.

### Bowls
Fiesta Bowl : 2006, 2009 et 2014